# Colin Crabbe

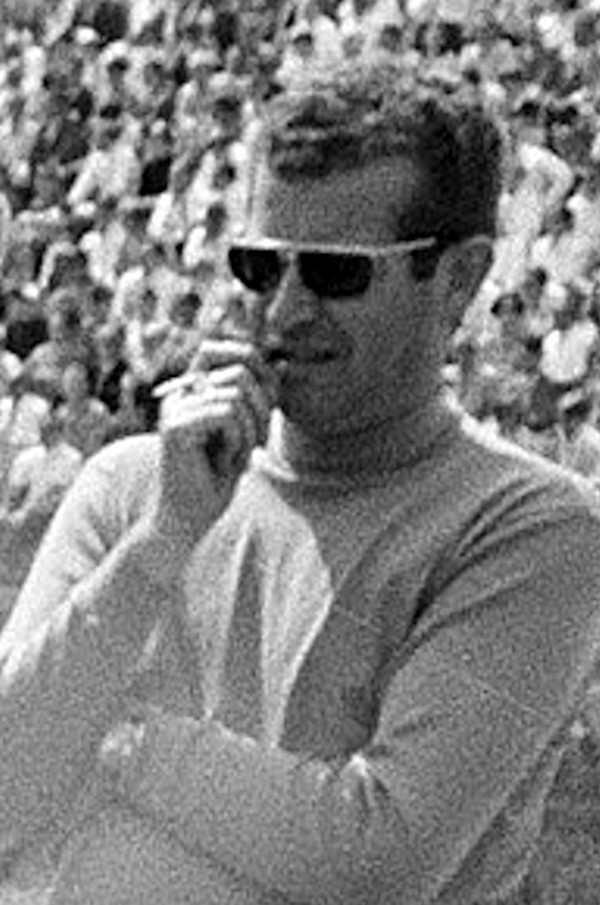
Colin Crabbe im Jahr 1969

Colin Brodie Crabbe (* 14. April 1942 in Hampstead, London; † 7. März 2025) war ein britischer Unternehmer, Automobilrennfahrer und Rennstallbesitzer.

## Leben
Colin Crabbe wurde im April 1942 als Sohn des wohlhabenden schottischen Landbesitzers und Olympiateilnehmers Archibald "Archie" Crabbe und dessen frankokanadischer Ehefrau Yvette in London geboren. Er besuchte das Ampleforth College in North Yorkshire und diente anschließend auf Vermittlung seines Vaters für einige Jahre bei den Scots Guards, einem der Garderegimenter des britischen Monarchen. Dort fiel er durch seine Vorliebe für hochpreisige Sportwagen auf, die er als Privatfahrzeuge nutzte und ihm laut eigener Aussage wiederholt Verwechslungen mit einem hochrangigen Offizier und entsprechende Disziplinarverfahren einbrachten. Im Juli 1964 trat er schließlich auf eigenen Wunsch aus dem Militär aus und gründete kurz darauf mit zwei Freunden im nördlichen London den Automobilhandel Antique Automobiles Ltd., dessen Sitz er aber kurz darauf nach Baston in die Grafschaft Lincolnshire verlagerte. 

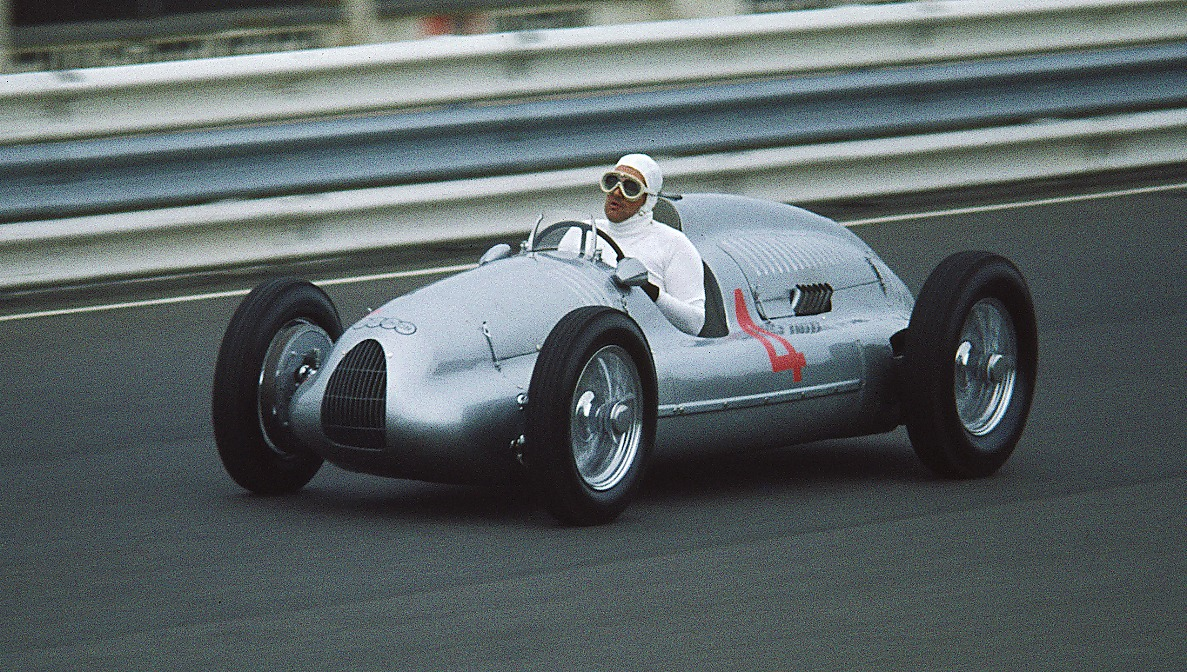
Crabbe in seinem Auto-Union-Typ-D im Jahr 1979

Mit seinem Unternehmen entwickelte sich Crabbe schnell zu einem der bekanntesten und wichtigsten Ansprechpartner für den Handel und die Restauration von historischen Sammlerfahrzeugen, darunter Mercedes-Benz, Aston Martin, Hispano-Suiza, Maserati und Ferrari, die er teilweise auch aus zu dieser Zeit für Sammler noch unerschlossenen Kontinenten wie Afrika und Südamerika oder Regionen wie den Ostblockstaaten importierte. Bekanntheit erlangte er zudem durch seinen Erfolg, einen originalen Mercedes-Benz W 125 in Leipzig in der damaligen DDR aufzuspüren und über Kontakte im April 1968 nach Grenzübertritt am Checkpoint Charlie erfolgreich nach Großbritannien zu exportieren. Ähnliches gelang ihm auch 1977 mit einem Auto-Union-Rennwagen aus der Tschechoslowakei, für den er erneut in der DDR auch einen passenden Motor auffinden konnte. Eine Beteiligung an der 1971 gegründeten gleichnamigen Fahrzeugmanufaktur aus Sleaford bzw. später Marlborough bestand nicht, allerdings förderte Crabbe die Arbeit des Gründers Alexander T. Fraser und erwarb selbst eines der in Handarbeit hergestellten Fahrzeuge.
Crabbe betrieb die Antique Automobiles Ltd. bis in die 2000er-Jahre hinein und war zudem häufig Gast und Fahrer bei Rennen mit historischen Fahrzeugen. Hier erlitt er 1988 im Oulton Park einen schweren Unfall mit einem Talbot-Lago Type 26 Grand Sport, bei dem er sich schwerste Knochenbrüche zuzog und einige Wochen im künstlichen Koma lag, was das endgültige Ende seiner Rennteilnahmen bedeutete und ihn körperlich einschränkte. Nach seiner Genesung arbeitete er für einige Jahre als Leiter des Automobilhandels des Auktionshauses Christie’s in London. Im Sommer 2016 erschien seine Autobiografie The Thrill Of The Chase.
Crabbe erlag im März 2025 im Alter von 82 Jahren einer Krebserkrankung. Er hinterließ seine Ehefrau Fiona, die er 1972 geehelicht hatte, und zwei Kinder.

## Motorsport

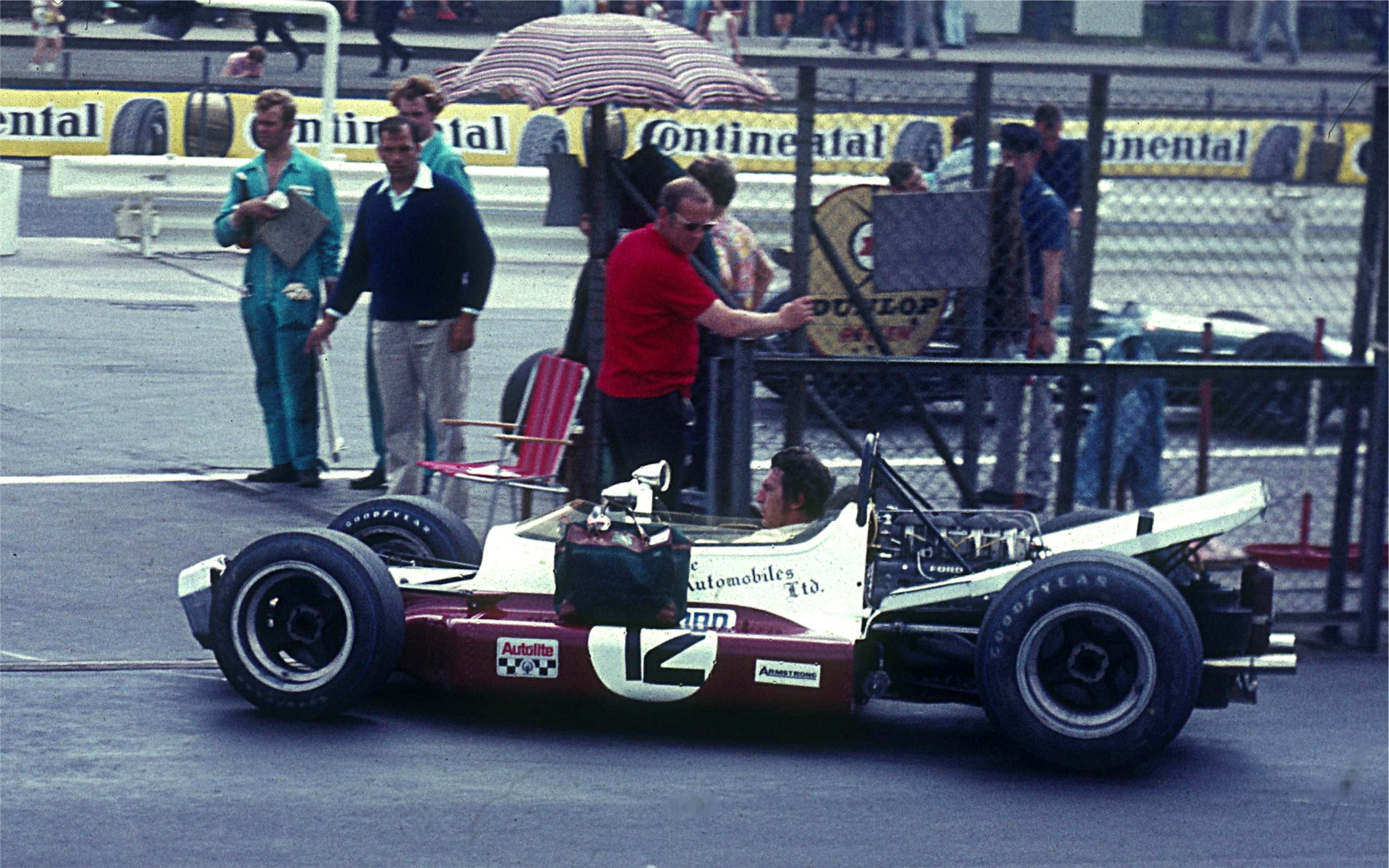
Crabbe mit seinem Antique-Automobiles-Team in der Formel 1, 1969

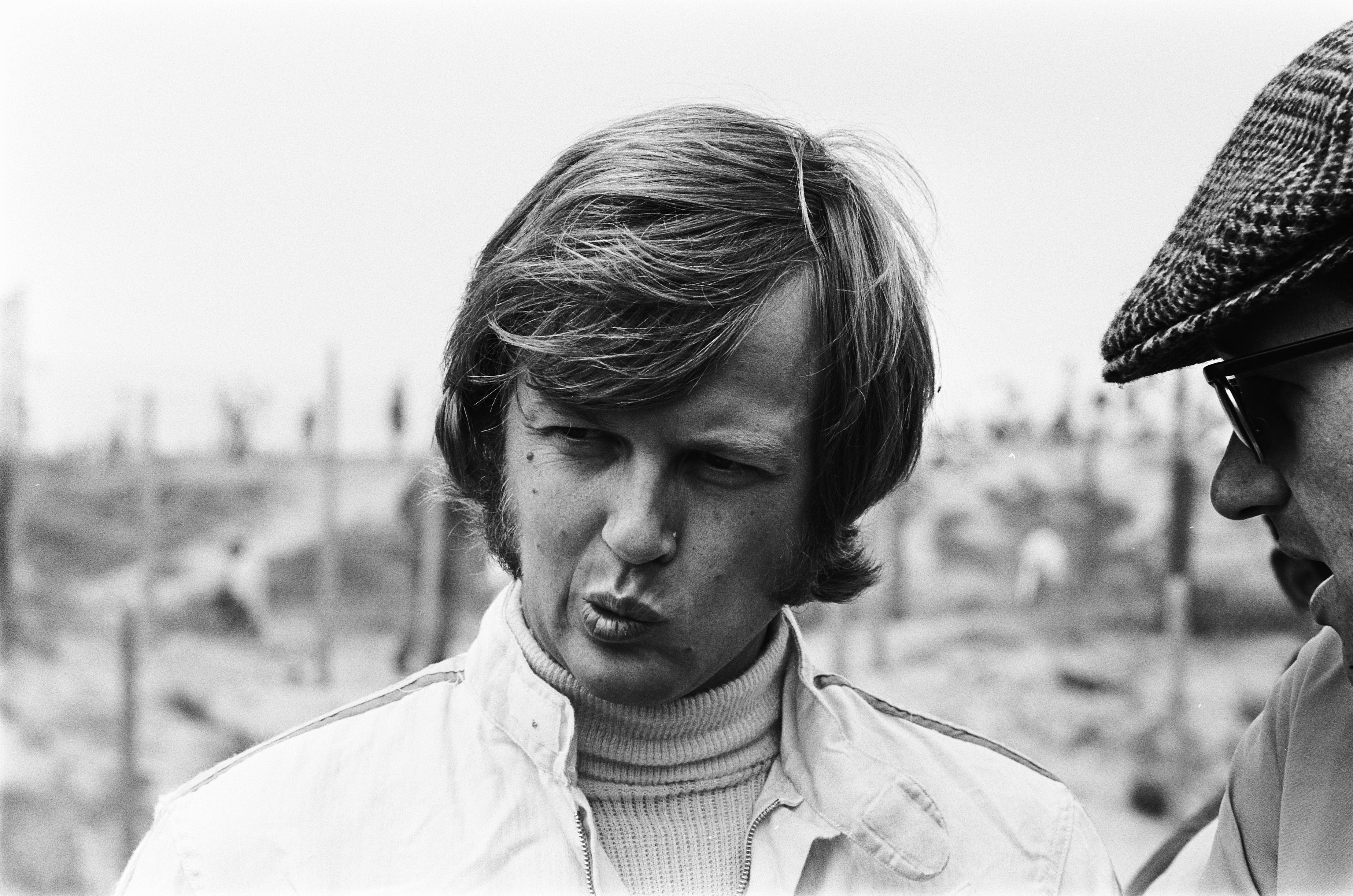
Crabbe mit Ronnie Peterson, den er 1970 als Fahrer beschäftigte

Neben seinem Automobilhandel fuhr Crabbe Ende der 1960er-Jahre auch Sportwagenrennen mit modernen Fahrzeugen, darunter insbesondere einem Ford GT40, den er in der Springbok Series im südlichen Afrika sowie der RAC British Sports Car Championship in seiner Heimat einsetzte. Auch startete er zu vereinzelten Rennen der Sportwagen-Weltmeisterschaft, darunter dem 1000-km-Rennen auf dem Nürburgring 1967, wo er mit Roy Pierpoint als Zweitfahrer den achten Platz im Gesamtklassement erreichen konnte. Nachdem der GT40 des Duos bei einem Unfall in Brands Hatch zerstört worden war, plante Crabbe zunächst, den Motor in einen BRM P83 einzubauen und anschließend in der Formel 5000 zu starten. Nachdem sich das Projekt bei Tests als wenig vielversprechend erwiesen hatte, verkaufte er den BRM wieder und wandte sich anschließend im Frühjahr 1969 der Formel 1 zu, wo er nun in die Rolle des Teamchefs rückte. 
Der Rennstall Colin Crabbe Racing nahm zunächst mit Vic Elford als Fahrer und einem Cooper T86 bzw. später einem McLaren M7B als Wagen an einigen Rennen der Formel-1-Weltmeisterschaft 1969 teil. Das Jahr verlief nach dem Wechsel zum konkurrenzfähigeren McLaren-Wagen gut und Elford erzielte einige WM-Punkte, wurde allerdings in Deutschland unverschuldet in einen Unfall verwickelt, bei dem der M7B völlig zerstört wurde und Crabbe die Teilnahme an den verbliebenen Saisonrennen unmöglich machte. Erst zum Beginn der Saison 1970 erschien er wieder an den Strecken, dieses Mal mit dem March 701, der allerdings schwieriges Fahrverhalten zeigte und aufgrund des veralteten Motors nicht konkurrenzfähig war. Nach einer erfolglosen Saison ohne einen einzigen Punkt war Crabbe daraufhin auf familiären Druck gezwungen, sein kurzlebiges Abenteuer als Rennstallbesitzer wieder aufzugeben. Er hatte allerdings Ronnie Peterson den Aufstieg in die Formel 1 ermöglicht, der sich zu einem der erfolgreichsten Formel-1-Rennfahrer der 1970er-Jahre entwickelte.

## Statistik

### Einzelergebnisse in der Sportwagen-Weltmeisterschaft
| Saison | Team         | Rennwagen | 1   | 2   | 3   | 4   | 5   | 6   | 7   | 8   | 9   | 10  | 11  | 12  | 13  | 14  |
| ------ | ------------ | --------- | --- | --- | --- | --- | --- | --- | --- | --- | --- | --- | --- | --- | --- | --- |
| 1967   | Colin Crabbe | Ford GT40 | DAY | SEB | MON | SPA | TAR | NÜR | LEM | HOK | MUG | BRH | CCE | ZEL | OVI | NÜR |
| 1967   | Colin Crabbe | Ford GT40 |     |     |     |     |     | 8   |     |     |     |     |     | DNF |     |     |